# Rzeszów Załęże
Rzeszów Załęże – przystanek kolejowy w Rzeszowie, w dzielnicy Załęże, w województwie podkarpackim, w Polsce, na linii Kraków Główny – Medyka.

## Ruch pasażerski
| Rok  | Wymiana pasażerska na dobę |
| ---- | -------------------------- |
| 2017 | 20-49                      |
| 2022 | 100-149                    |